# Мартін Гіден
Мартін Гіден (нім. Martin Hiden, нар. 11 березня 1973, Штайнц) — колишній австрійський футболіст, захисник.
Насамперед відомий виступами за «Рапід» (Відень), а також національну збірну Австрії.

## Клубна кар'єра
У дорослому футболі дебютував 1992 року виступами за «Штурм» (Грац), в якому провів два сезони, взявши участь у 53 матчах чемпіонату. 
З 1994 по 2003 рік грав у складі низки австрійських грандів, а також за англійський «Лідс Юнайтед». 
Своєю грою за «Аустрію» (Відень) знову привернув увагу представників тренерського штабу «Рапіда» (Відень), до складу якого повернувся 2003 року. Цього разу відіграв за віденську команду наступні п'ять сезонів своєї ігрової кар'єри. Більшість часу, проведеного у складі віденського «Рапіда», був основним гравцем захисту команди. За цей час додав до переліку своїх трофеїв два титули чемпіона Австрії.
2008 року покинув «Рапід» (Відень), після чого ще пограв за кілька австрійських клубів.
Завершив професійну ігрову кар'єру в червні 2011 року у клубі «Ред Булл».

## Виступи за збірну
25 березня 1998 року дебютував в офіційних матчах у складі національної збірної Австрії в товариській грі проти збірної Угорщини. 
У складі збірної був учасником чемпіонату світу 1998 року у Франції та чемпіонату Європи 2008 року в Австрії та Швейцарії.
Протягом кар'єри у національній команді, яка тривала 11 років, провів у формі головної команди країни 50 матчів, забивши 1 гол.

## Статистика

### Збірна
| Збірна Австрії | Збірна Австрії | Збірна Австрії |
| Роки           | Ігри           | Голи           |
| -------------- | -------------- | -------------- |
| 1998           | 7              | 1              |
| 1999           | 0              | 0              |
| 2000           | 3              | 0              |
| 2001           | 7              | 0              |
| 2002           | 5              | 0              |
| 2003           | 3              | 0              |
| 2004           | 7              | 0              |
| 2005           | 0              | 0              |
| 2006           | 5              | 0              |
| 2007           | 11             | 0              |
| 2008           | 2              | 0              |
| Всього         | 50             | 1              |

## Титули і досягнення
- Чемпіон Австрії (4):

«Аустрія» (Зальцбург): 1994–95
«Аустрія» (Відень): 2002–03
«Рапід» (Відень): 2004–05, 2007–08
- Володар Кубка Австрії (2):

«Штурм» (Грац): 1996–97
«Аустрія» (Відень): 2002–03
- Володар Суперкубка Австрії (3):

«Аустрія» (Зальцбург): 1994, 1995
«Штурм»: 1996